# としまエコミューゼタウン
としまエコミューゼタウンは、東京都豊島区南池袋に所在する庁舎（豊島区役所）と超高層マンションが合築となった国内初の複合施設である。

## 概要
1961年（昭和36年）7月、明治通り沿いに完成した豊島区役所旧庁舎は、老朽化のため修繕費が増大していたほか、その後の区勢の発展で業務量が増え、部署は7か所に分かれて置かれていた。このため、区民に対するサービス機能が低下し、さらにはバリアフリー対応の遅れや来庁者用駐車場不足などの理由と相まって、新庁舎建設が計画されたが、予算の問題から計画は頓挫していた。しかし、区の財政健全化の道筋がつき、新庁舎建設の推進が争点となった2011年（平成23年）の区長選挙で、建設推進を掲げる現職の高野之夫が4期目を決めると、長年の課題だった新庁舎の整備は本格化した。
建設地の敷地は、南側の約半分が区有地である旧日出小学校と旧南池袋児童館跡地、北側の約半分が住宅街だった。再開発のきっかけは東側を通る環状5の1号線、いわゆる「明治通りバイパス」が事業化されたこと。それに伴い2004年（平成16年）、バイパスを挟む南池袋2丁目地区5.3ヘクタールが街並み再生地区（東京のしゃれた街並みづくり推進条例に基づく）に指定された。敷地は第一種住居地域だが、大きな容積ボーナスが期待できる。そこで区がこの地区の再開発に参加して民間の施設と合築すれば、区の費用負担が少なくて済むうえ、周辺の再開発を後押しすることにもなる。これらを踏まえ、区は2006年（平成18年）再開発準備組合に参加した。
再開発は、都のまちづくり制度を使って、容積率を300％から800％に引き上げ、民間再開発事業と連携することで、デベロッパーの開発投資を呼び込み、従前資産（土地・建物）と再開発建物の床（権利床）を等価で交換する「権利変換方式」で行われ、新庁舎は従前資産を権利変換して取得した権利床のほか、再開発組合から保留床の一部を購入して確保した。この権利変換と移転後の旧庁舎および豊島公会堂跡地を民間に貸し出すことによって、区は新たな財政負担無しで庁舎建て替えを実現した。
議論の過程では、合築案ではなく、敷地南側に住宅棟を建てて地権者を移した後、北側に庁舎棟を建てる別棟案もあった。地権者の多くは別棟案を推したが、区は「庁舎のワンフロアが狭くなって行政サービス質が低下する」、「2棟が近接しすぎて周辺の再開発の範とならない」（豊島区施設管理部庁舎建設室長）ことから合築を推し、最終的に地上49階を上下で分け合う形となった。
建物名称は公募され、500件の応募から「環境と文化を意識したまちの拠点に発展させたいという思いから「としまエコミューゼタウン」に決定している。
2015年度グッドデザイン賞、2017年度第58回BCS賞をそれぞれ受賞。

## 建物詳細
設計は日本設計が担当し、同社は首都圏不燃建築公社とともに初期の段階から再開発の検討に関わっており、2009年（平成21年）に公募プロポーザルで改めて設計者に選ばれた。その際、隈研吾建築都市設計事務所とランドスケープ・プラスが設計協力者として加わった。
プロジェクトのコンセプトは「自然と建物の共存」。設計チームは庁舎とマンションを「1本の大きな木」とみなし、設計を進め、庁舎外壁の外側にはフレームを立て、緑化パネル、太陽光発電パネル、再生木ルーバー、ガラスで構成される、約1m×6mのパネルを市松状に取り付けたエコヴェールで覆った。庁舎南側のエコヴェールの内側は、グリーンテラスと呼ぶ階段状の庭園になっており、庁舎の最上階に当たる10階の屋上庭園「豊島の森」から水を流し、8階、6階、4階のテラスにせせらぎをつくった。10階南側の「豊島の森」には、武蔵野の雑木林とその下の草花、小川を再現し、芝生や四季折々の木々が植わる空間となり、敷地の周りはおもに落葉樹が植樹された。
地下には東京メトロ有楽町線東池袋駅との連絡通路が設けられており、駅経由で東池袋地下通路を利用して、「ライズシティ池袋」・「豊島区立中央図書館」・「あうるすぽっと（豊島区立舞台芸術交流センター）」・「アウルタワー」・「池袋サンシャインシティ」に向かうこともできる。
としまエコミューゼタウンは庁舎などに求められる、「耐震等級Ⅰ」をクリアしている。コンクリートは100年以上の耐久性が保持できるものを使用し、住宅用途と庁舎用途の切替部分である地上10階部分に、免震階を計画することで耐震性能を飛躍的に向上させた。また非常用発電機も設置され、72時間の電力供給が可能であるなど、BCPにも対応している。

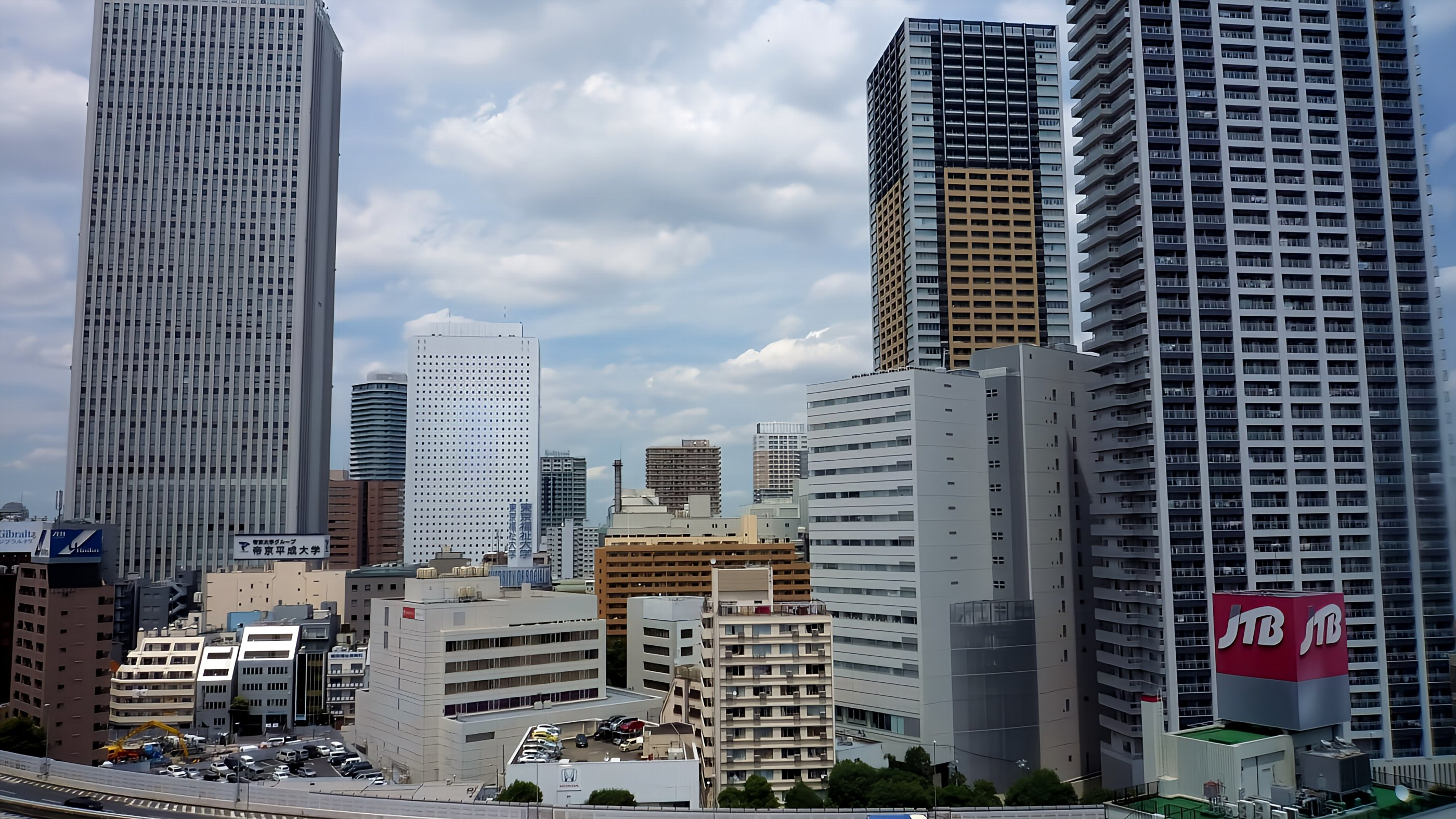
テラスよりアウルタワー、池袋サンシャインシティを望む
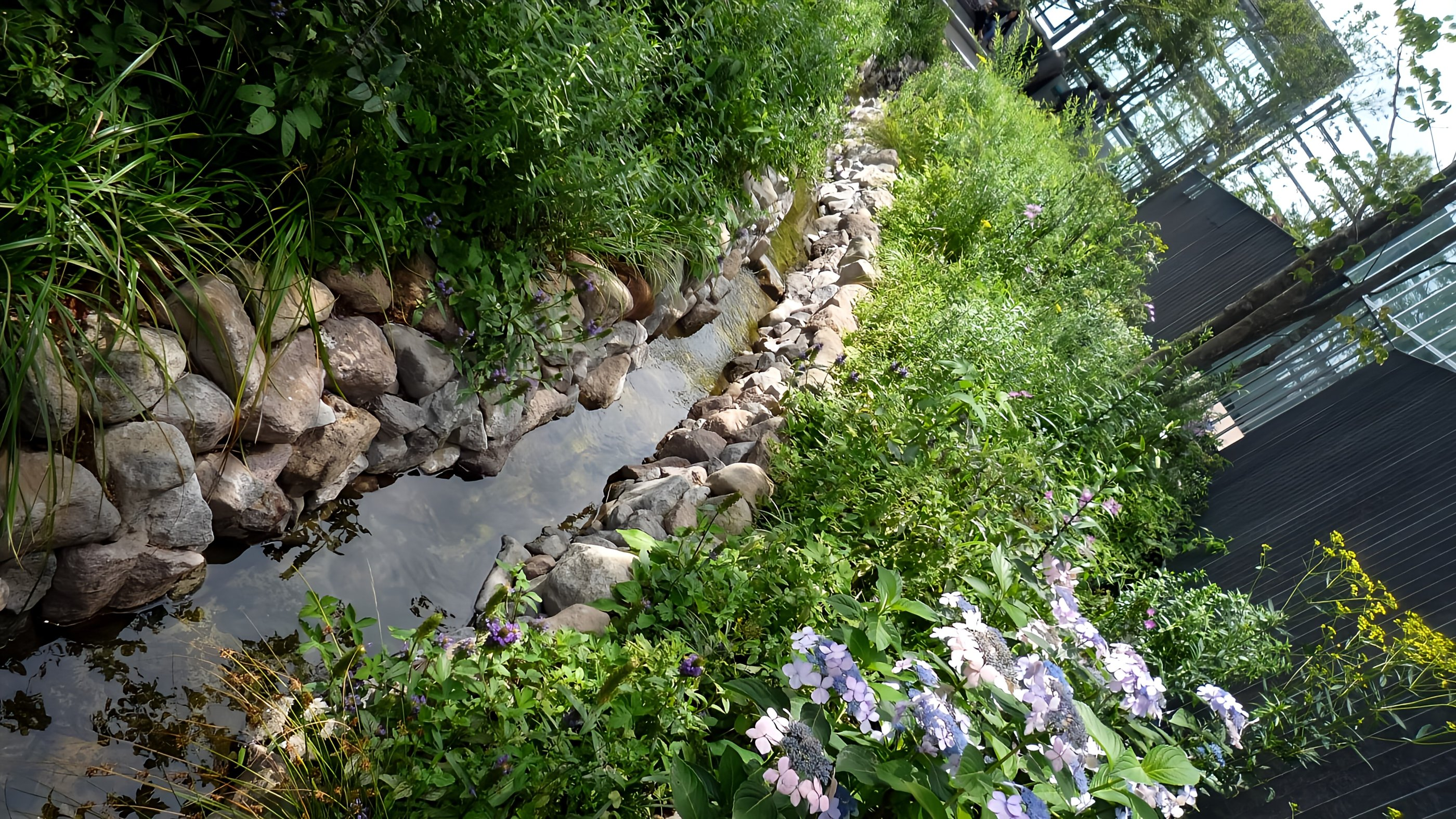
豊島の森(水路を配した植栽)
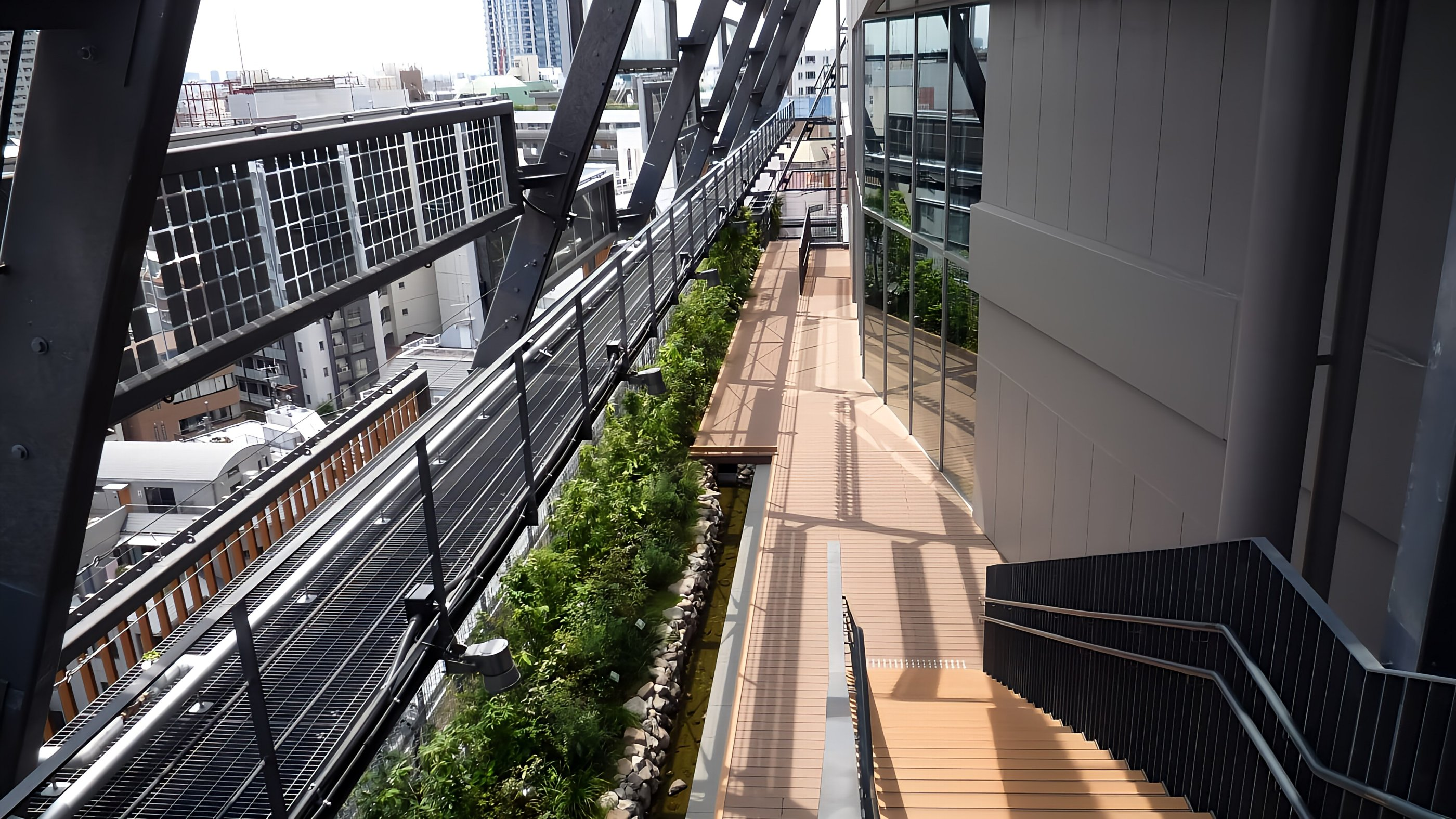
グリーンテラス

## 豊島区役所

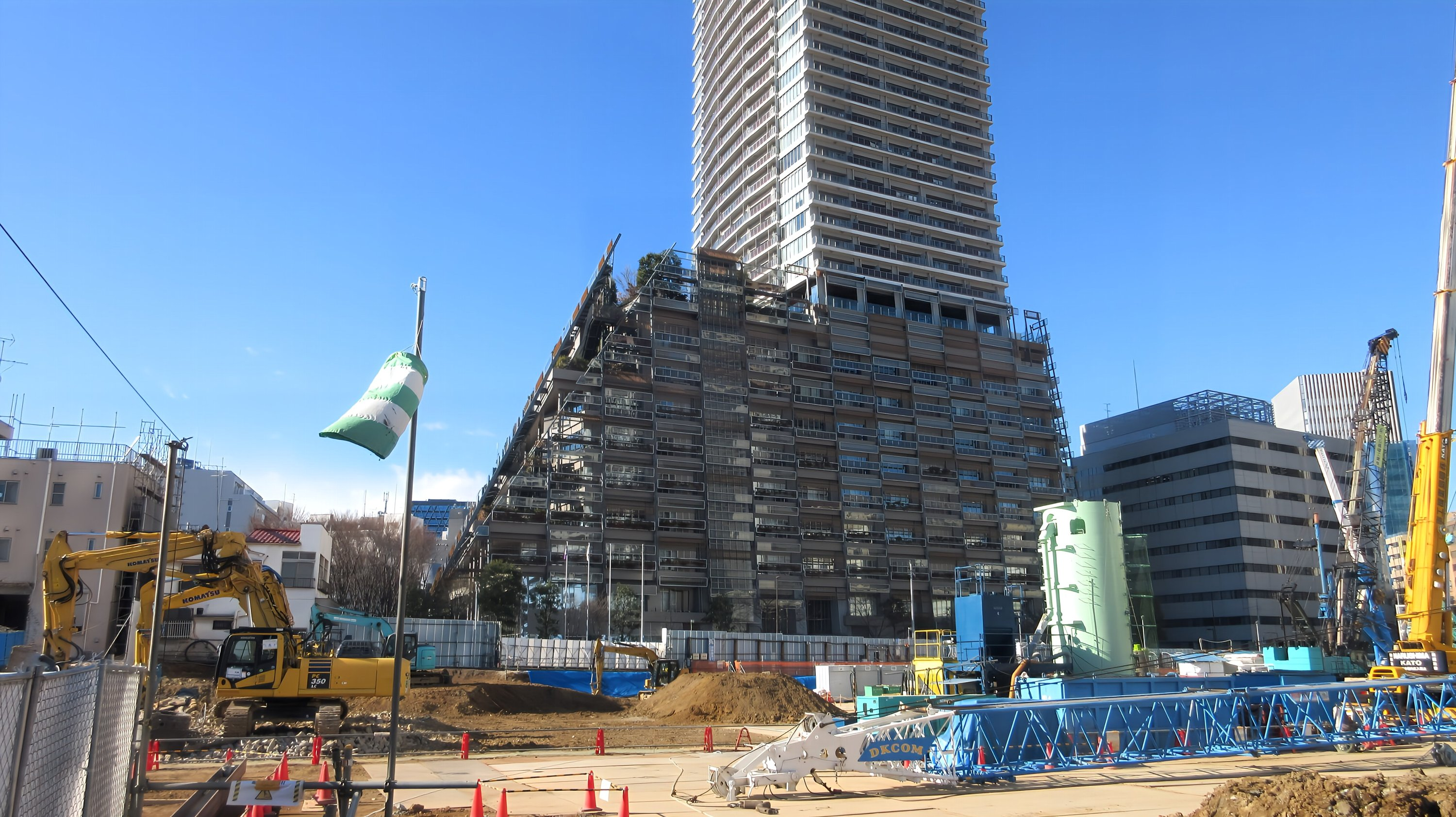
東側側面の撮影

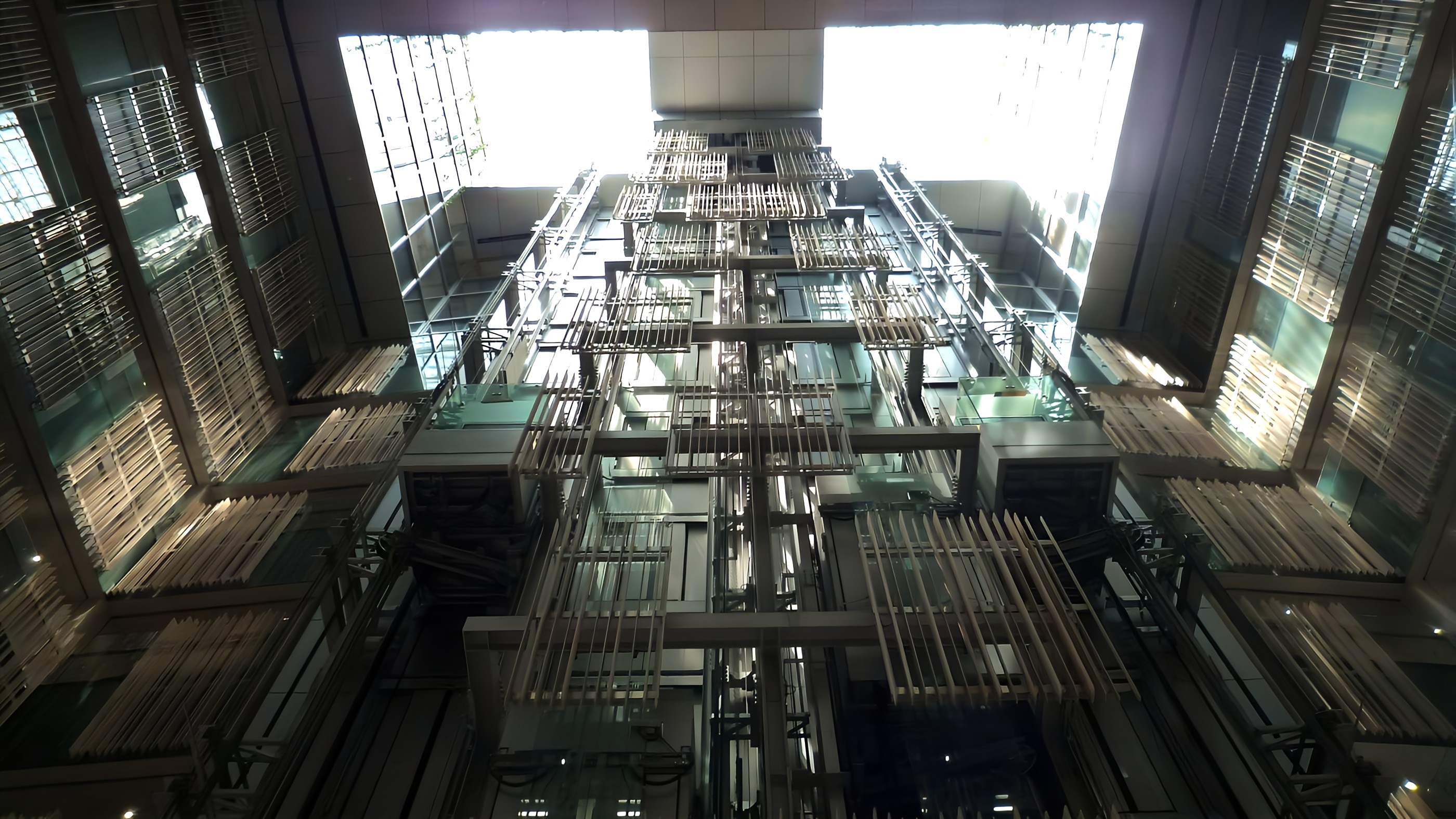
吹き抜けに露出するエレベーター

1階の一部と3階から9階までが豊島区役所となり、2015年5月7日から業務を開始した。庁舎がある低層部は、街区四方からアプローチが可能で、来館者は建物中央にある自然光を取り入れて自然換気を促す、省エネルギー化に貢献する環境装置である「エコヴォイド」と呼ぶ吹き抜け空間に導かれる。この吹き抜けに露出するエレベーターは、人々の活動や賑わいの可視化と、動線の明確化を意図している。庁舎執務室はエコヴォイドとエレベーターコアを囲むロの字平面で、窓口がある部署は基本的にエコヴォイドとの間に間仕切りのない開放的なつくりとなっている。
一階南側には「としまセンタースクエア」を配置。通常は多目的ホールだが、スライディングウォールを全開放すると南側の広場やエコヴォイドと一体になり、災害時には屋外と一体利用する。議場は、8階と9階の2層分を使い、9階の一部に傍聴席を配置。南側のエコミューゼ（庭園）に面して大きな開口部を設け、明るく開かれた議場を目指した、また机椅子は一部稼働により、議会以外の多目的な利用を可能とし、国際級の案件に対しても対応できる設備を有する。
区役所業務効率化も今回の目的となり、案内コンシェルジュを配置したほか、需要の高い業務課を下層階に集約。個人情報をITで管理し、用のある部署に転送して負担を軽減を図り、来庁者が速やかに用を済ませられるような工夫が試みられている。

## ブリリアタワー池袋
東京建物・首都圏不燃建築公社が中心となって販売した分譲マンションで、としまエコミューゼタウンの11階から49階部分を占める。総戸数432戸（販売戸数322戸）。居住者は1階北側のエントランスホールからシャトルエレベーターで11階に直行し、ローカルエレベーターに乗り換え各階の住戸に到る。11階全体が実質的な住宅メインエントランスとなり、通常1階まわりに配置される受付やメールコーナー、事務室といった管理諸室に加え、メインラウンジを中心にパーティールームやゲストルーム等、各種共用室を周囲の眺望に呼応するよう広々と配置した。
内部廊下形式を採用し、ローカルエレベーターホールは北側に配置し、開放感溢れる都心の眺望を日常動線に取り込んでいる。また設備シャフトは中央の外部吹抜けを囲むように配置しつつ、その大部分を外部化することによって基準階有効率を高めている。
発売当初の価格は7000万円台 - 8000万円台中心とかなりの高価格帯だったが、購入希望者が殺到して抽選が実施されるほどだった。競争倍率は最高で約20倍。購入者の4割が現金で購入し、発売から7週間後に全住戸が完売した。

## 近隣
整備中の環状5の1号線を挟んだ向かい側には、ツインタワーマンション「南池袋二丁目C地区第一種市街地再開発事業」が計画され、2025年（令和7年）12月下旬の竣工を予定する。建設される北棟下層部には造幣局跡地に仮移転している池袋保健所が置かれる。

## 沿革
- 2006年
  - 3月 - 「南池袋二丁目地区市街地再開発準備組合」設立[3]。
  - 5月 - 豊島区が準備組合に加入[3]。
- 2009年7月 - 都市計画決定[3]。
- 2010年
  - 1月 - 「南池袋二丁目A地区市街地再開発組合」設立[3]。
  - 8月 - 事業計画認可[3]。
- 2012年2月 - 本体工事着工[3]。
- 2015年
  - 3月2日 - 竣工。
  - 5月7日 - 区役所業務開始。

## 交通アクセス
- 東京メトロ有楽町線 東池袋駅から地下通路で直結。
- 東京メトロ副都心線 雑司が谷駅より徒歩約15分。
- 東日本旅客鉄道（JR東日本）線、東京メトロ丸ノ内線・有楽町線・副都心線、東武東上線、西武池袋線の池袋駅より徒歩約10分。
- 都営バス・国際興業バス・西武バス　池袋駅東口停留所より徒歩約10分。
- 都電荒川線（東京さくらトラム） 東池袋四丁目、都電雑司ヶ谷の各停留所から徒歩4分。
- IKEBUS Aルート 豊島区役所停留所下車すぐ

### 注
1. ↑  庁舎と民間マンションを一体開発した例は過去にもあるが、上下の本格的な合築は全国初[2]。
2. ↑  区が定期借地権方式で、旧庁舎・公会堂跡地を民間事業者に貸付け、地代を一括で受け取る。そして民間事業者が跡地にHareza池袋を整備した[7][8]。